# Karl Stephani
Karl Stephani (* 8. Juni 1916 in Wien; † 27. Juli 1994) war ein österreichischer Offizier und Politiker der Sozialdemokratischen Partei Österreichs (SPÖ). Von 1956 bis 1959 war er Staatssekretär im Bundesministerium für Landesverteidigung.

## Leben
Stephani besuchte in Wien die Mittelschule, anschließend trat er in das Bundesheer der Ersten Republik ein. Im Zweiten Weltkrieg war er Leutnant bei der Panzertruppe. Nach der Rückkehr aus amerikanischer Kriegsgefangenschaft begann er ein Studium der Rechtswissenschaften an der Universität Wien, wo er 1948 zum Dr. jur. promovierte. Parallel zum Studium war er im österreichischen Bundesdienst tätig, ab 1950 in der Generaldirektion für die öffentliche Sicherheit.
Mit 29. Juni 1956 wurde er unter Bundeskanzler Julius Raab mit Angelobung der Bundesregierung Raab II zunächst Staatssekretär im Bundeskanzleramt für Angelegenheiten der Landesverteidigung. Unter Verteidigungsminister Ferdinand Graf wurde er am 15. Juli 1956 Staatssekretär im nach der Besatzungszeit wieder als eigenem Ministerium eingerichteten Bundesministerium für Landesverteidigung. Dieses Amt hatte er bis zur Angelobung der Bundesregierung Raab III am 16. Juli 1959 inne. Als Staatssekretär im Verteidigungsministerium folgte ihm Max Eibegger nach.
Stephani starb 1994 im Alter von 78 Jahren.